# Das Sagenbuch der walisischen Kelten
Das Sagenbuch der walisischen Kelten – Die Vier Zweige des Mabinogi ist ein von Bernhard Maier aus dem Walisischen ins Deutsche übersetzter Text, der auf den Sagen der Kelten beruht, die unter dem Namen Mabinogion bekannt geworden sind. Diese mündlichen Überlieferungen wurden erst im 11. oder 12. Jahrhundert von einem unbekannten Verfasser niedergeschrieben. Dieses Buch ist erstmals eine Übertragung aus der Originalsprache des Mittelkymrischen. Es enthält darüber hinaus ein ausführliches Nachwort des Autors, Literaturhinweise und ein Register, in dem die wichtigsten kymrischen (walisischen) Begriffe und ihre Aussprache stehen.

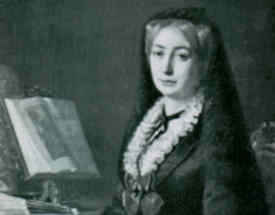
Charlotte Elizabeth Guest
Lage Dyfeds in Wales

## Die Vier Zweige des Mabinogi
Diese Übersetzung der Pedair Ceinc y Mabinogi entstand anlässlich des 150. Jahrestages der ersten Übersetzung durch Lady Charlotte Guest.:S. 7. Das Buch enthält eine kleine Karte von Wales, so wie es zu Zeiten der Vier Zweige aufgeteilt und benannt war. Für genauere Informationen zu den Personen, zur Handlung oder zum Ort siehe die jeweiligen Hauptseiten.
- Pwyll, Fürst von Dyfed ist der Erste Zweig des Mabinogi.

- Branwen, die Tochter Llŷrs ist der Zweite Zweig des Mabinogi.

- Manawydan, der Sohn Llŷrs ist der Dritte Zweig des Mabinogi.

- Math, der Sohn Mathonwys ist der Vierte Zweig des Mabinogi.

- Nachwort: Hier folgt ein ausführliches Nachwort von Bernhard Maier, in dem er auf die walisischen Schriften eingeht.

### Die mittelkymrische Literatur
Kymrisch gehört neben Bretonisch, Irisch und Schottisch-Gälisch zu den noch heute lebendigen keltischen Sprachen. Die keltischen Sprachen waren über ganz Europa und weite Teile des Balkans bis nach Kleinasien (Galater) verbreitet. Die ältesten kymrischen Schriften stammen aus dem 6. Jahrhundert. Bis zum 8. Jahrhundert nennt man diese Phase, aus der besonders Namen und Inschriften erhalten sind, Frühkymrisch und den Zeitraum bis zur Mitte des 12. Jahrhunderts Altkymrisch. Aus dieser Periode gibt es ein paar Texte, wie das sogenannte Surexit-Memorandum, das Computus-Fragment und zwei kurze anonyme Gedichte.:S. 98.
Aus der mittelkymrischen Sprachperiode existieren jedoch umfangreichere Schriften, unter anderem das „Schwarze Buch von Carmarthen“ (Llyfr Du Caerfyrddin), das „Buch Taliensis“ (Llyfr Taliesin), das „Weiße Buch Rhydderchs“ (Llyfr Gwyn Rhydderch) und das „Rote Buch von Hergest“ (Llyfr Coch Hergest). Laut Maier unterscheidet man zwischen der Helden-Dichtung und der Prosa-Erzählung, darunter besonders Werke wie die Historia regum Britanniae von Geoffrey von Monmouth. Außerdem existieren noch die „Drei Romanzen“ (Y Tair Rhamant) „Gereint, der Sohn des Erbin“ (Gereint fab Erbin), „Die Herrin der Quelle“ (Iarlles y Ffynnawn) und „Peredur, der Sohn Efrawgs“ (Peredur fab Efrawg), welche weitgehend den altfranzösischen Versromanen Erec et Enide, Yvain ou Le Chevalier au lion und Perceval le Gallois ou Li Contes del Graal von Chrétien de Troyes entsprechen. Zu den Texten der Artussage mit keltischem Ursprung zählt unter anderem „Rhonabwys Traum“ (Breuddwyd Rhonabwy), eine weitere Erzählung aus dem Mabinogion. Maier vergleicht sie mit der älteren Geschichte „Culhwch und Olwen“ (Culhwch ac Olwen).
Weitere walisische Schriften sind „Die Geschichte von Lludd und Llefelys“ (Cyfranc Lludd a Llefelys), „Macsens Traum“  (Breuddwyd Macsen), „Die Gododdin“ Aneirins (Y Gododdin) und weitere (siehe auch Liste inselkeltischer Mythen und Sagen).:S. 99/100.

### Die Vier Zweige des Mabinogi: Geschichte der Forschung
Die Vier Zweige des Mabinogi sind laut Maier sowohl im „Weißen Buch Rhydderchs“ (um 1350) als auch im „Roten Buch von Hergest“ (um 1400) vollständig enthalten, so dass man davon ausgeht, dass es sich um eine Abschrift handelt. Für das Weiße Buch gibt er die Handschrift „Peniarth 6“ als Vorlage an.:S. 101.
Bis in die frühe Neuzeit scheinen die Vier Zweige des Mabinogi in Wales weitgehend unbekannt gewesen zu sein. Erst nach der erfolgreichen Ossian-Dichtung James Macphersons soll sich dies geändert haben. Gegen Ende des 18. Jahrhunderts schätzte man die Vorzüge der volkssprachlichen Literatur, die man zuvor als Fabeleien verschmäht hatte. 1795 erschien eine erste englische Übersetzung der Erzählung Pwyll, Fürst von Dyfed in der Zeitschrift „The Cambrian Register“, verfasst und herausgegeben von William Owen Pughe (* 1759, † 1835). Die erste annähernd vollständige Übersetzung durch Lady Charlotte Guest (* 1812, † 1895) nach dem „Roten Buch von Hergest“ erschien 1848 im dritten Band ihres Werkes The Mabinogion, welches die Drei Romanzen und weitere der zuvor erwähnten Geschichten enthielt.:S. 102.
Durch Lady Guests Übersetzung etablierte sich die Bezeichnung Mabinogion als Sammelbegriff für alle mittelkymmrischen Prosaerzählungen, obwohl er sich ursprünglich nur auf die Vier Zweige bezog. Erst durch ihre erfolgreiche Veröffentlichung gewann die keltische Literatur an Einfluss. 1854 erschien ein Aufsatz von Ernest Renan Essai sur la poésie des races celtique in der „Revue des Deux Mondes“ und 1859 als eigenes Buch. 1866 wurden vier Vorlesungen über das Studium der keltischen Literatur von Matthew Arnold, die er an der Universität Oxford gehalten hatte, im „Cornhill Magazine“ und 1867 als Buch mit dem Titel The study of Celtic Literature veröffentlicht. 1877 erhielt John Rhŷs den ersten Lehrstuhl für Keltologie am Jesus College in Oxford. Er und sein Schüler John Gwenogvryn brachten 1897 eine überarbeitete Fassung der Übersetzung des Roten Buches von Hergest heraus. 1889 erschien daraufhin die erste französische Übersetzung Les Mabinogion des bretonischen Keltologen Joseph Loth. Die überarbeitete Fassung von 1913 diente auch als Grundlage für die erste deutsche Übersetzung durch Martin Buber 1914. 1925 erschien eine weitere Fassung von Ludwig Mühlhausen mit einem mittelkymrisch-deutschen Glossar.:S. 104.
Edward Anwyl wies auf Pryderi als Bindeglied innerhalb der vier Zweige hin und versuchte in den Texten vorchristliche Mythen über den Naturkreislauf abzuleiten. Neuere Auslegungen führen die Elemente des Wunderbaren eher auf die Präsenz internationaler Märchenmotive zurück als auf die keltische Mythologie. Die mögliche Herleitung aus historischen  Ereignissen wurde erst in der jüngsten Vergangenheit (1987 bis 1990) in Erwägung gezogen.:S. 106.

### Die Quellen: Mythos, Märchen, Wirklichkeit
Bernhard Maier beleuchtet hier die Quellenlage, die den Erzählungen zugrunde liegt. Zum einen nimmt man an, dass alle vier Zweige von einer Person verfasst wurden, da sie sich vom Stil her sehr ähnlich sind. Andererseits weist der Erzähler selbst auf die ihm vorliegende Überlieferung (cyfanwyddyd) hin. Darauf deuten auch die wechselnden Schauplätze der Handlung hin, bekannte Örtlichkeiten, die sich in Britannien und Irland befinden. Der erste und dritte Zweig spielen im Königreich Dyfed, im Südwesten von Wales. Der vierte spielt im nordwalisischen Königreich Gwynedd, wo auch der zweite seinen Ausgangspunkt hat. Als eine der Quellen wird die vorchristliche Mythologie der Kelten angesehen, die sich anhand von Vergleichen mit irischer Literatur und Inschriften und von Ausgrabungsfunden rekonstruieren lässt. Aus dieser Quelle entstammt die Vorstellung von einer Parallelwelt, auch Anderswelt (Annwn), die besonders im ersten und dritten Zweig eine Rolle spielt. Aus der irischen Literatur lässt sich bezeugen, dass die vorchristlichen Grabhügel (kymrisch gorsedd, irisch síd) Orte sind, an denen man mit der Anderswelt in Kontakt treten kann. Einige Nächte eignen sich dazu besonders gut, so wie der Sommerbeginn (kymr. Calan Mai oder Calan Haf, ir. Beltaine) oder der Winteranfang (kymr. Calan Gaeaf, ir. Samhain, heute auch bekannt als ‚Halloween‘). Zusätzlich gibt es noch mythologische Gegenstände, wie den magischen Kessel (in Branwen ferch Llŷr), was sich durch Funde bezeugen lässt (siehe Keltischer Kesselkult) und alte etymologisch erklärbare Götternamen.
Als weitere Quelle werden nach den Motif-Index of Filk-Literatur nach Stith Thompson Motive aus Volksmärchen angesehen. Dazu gehört der Riese, der Vogelbote oder die Tarnkappe (Bendigeidfran in Branwen ferch Llŷr), die Mutter, die man des Kindesmordes bezichtigt (Rhiannon), der Gestalt-Rollentausch oder die außergewöhnliche Entwicklung des Sohnes (bei Pwyll, letzteres auch bei Llew Llaw Gyffes in Math fab Mathonwy). Ebenso der Zaubernebel (in Manawydan fab Llŷr) oder die Verwandlung eines Menschen in ein Tier (Gwydyon und Gilfaethwy in Math fab Mathonwy):S. 107–109.

### Das Werk: Aufbau, sprachliche Gestaltung und Intention
Das Werk Die Vier Zweige des Mabinogi weist eine lineare Handlung auf, die sich von Pwyll, mit der Geburt Pryderis über Branwen, Manawydan, die Beteiligung Pryderis an den kriegerischen Auseinandersetzungen zwischen der Insel der Starken (Britannien) und Irland, bis hin zu Math und seinem Tod durch die Hand des zauberkundigen Gwydyon erstreckt. Während man zunächst davon ausging, dass die Handlung auf einer Art Biografie Pryderis basiert, weisen neuere Studien darauf hin, dass Pryderis Schicksal eher ein sekundärer Teil der Erzählung sein könnte.:S. 111.
Vielmehr scheint es wahrscheinlich, dass bestimmte Themen, wie Freundschaft eine tragende Rolle spielen, die auf unterschiedliche Weise in den einzelnen Zweigen beleuchtet werden. So wird in Pwyll von der Entstehung einer Freundschaft zwischen Pwyll und Arawn erzählt, während bei Math das gute Einvernehmen durch die Ränke Gwydyons zerstört wird. Eine zentrale Rolle spielt es auch in der Geschichte von Manawydan, der für seinen Freund Pryderi eintritt. Ein weiteres wichtiges Thema ist die Fehde und das meist tragische Ende dieser Auseinandersetzungen. So wird bei Branwen ferch Llŷr durch Efnisien mutwillig Unfrieden zwischen Britannien und Irland heraufbeschworen, das für beide Seiten schwere Verluste bringt.:S. 112.
Der mythologische Aspekt der Geschichten zeigt sich darin, dass hier sehr alte Namen wie die von König Beli und seinem Sohn Caswallawn benutzt werden, so dass für die Leser klar erkennbar die Erzählung aus einer weit zurückliegenden Zeit vor der Christianisierung Britanniens stammt. Dadurch vermeidet es der Erzähler, kirchliche Aspekte in die Handlung einzubauen und stellt dadurch sicher, dass seine Erzählung allgemeingültig bleibt.:S. 114.

## Ausgaben
- Bernhard Maier: Das Sagenbuch der walisischen Kelten. Die vier Zweige des Mabinogi (= Dtv, 12628), Deutscher Taschenbuch Verlag, München 1999 und 2. Auflage 2004, ISBN 3-423-12628-0.